# June Lake Junction
June Lake Junction es un área no incorporada ubicada en el condado de Mono en el estado estadounidense de California.

## Geografía
June Lake Junction se encuentra ubicada en las coordenadas 37°48′45″N 119°3′16″O / 37.81250, -119.05444.